# Jürgen Stahlbock

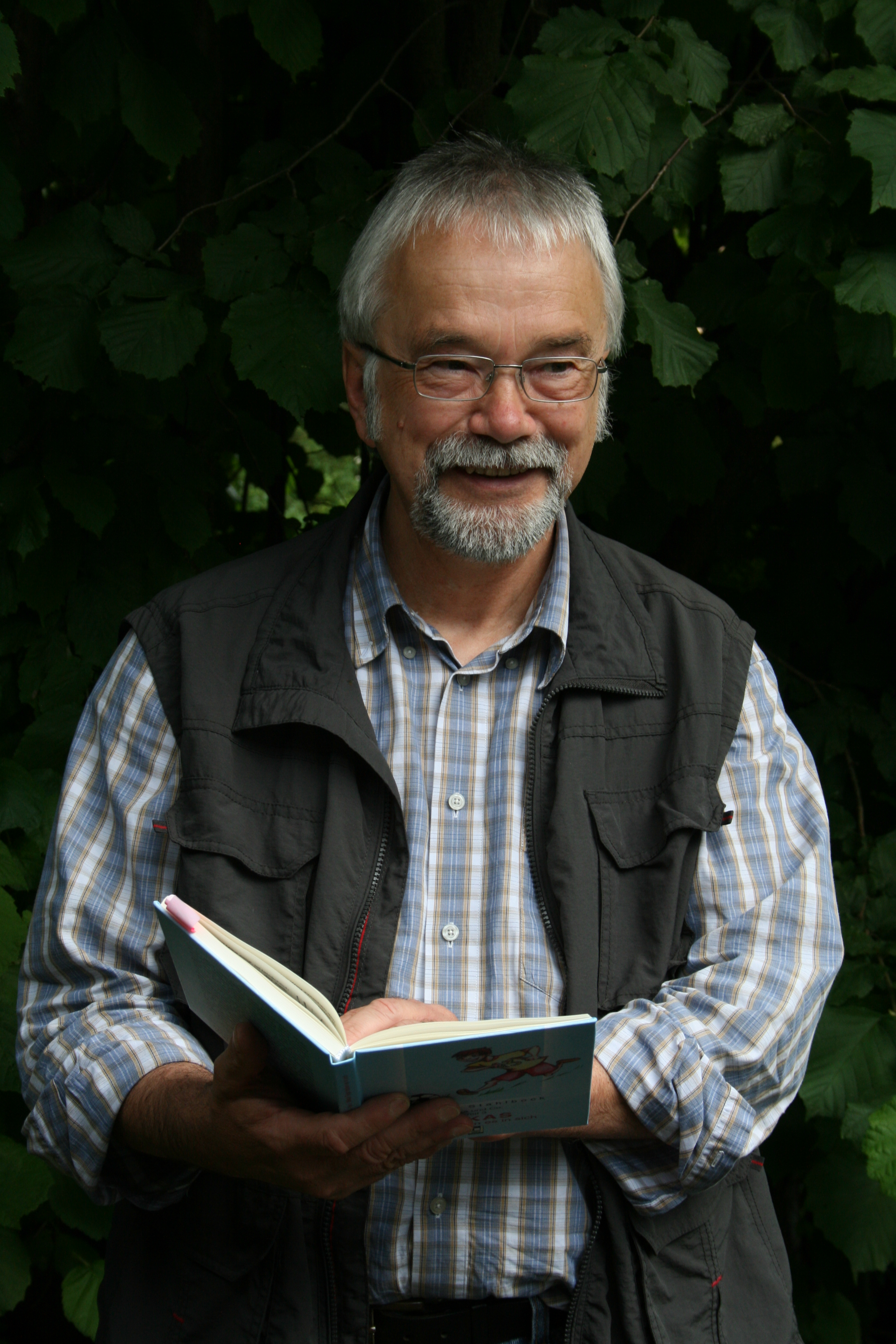
Jürgen Stahlbock bei einer Lesung auf dem Weinberg in Hitzacker

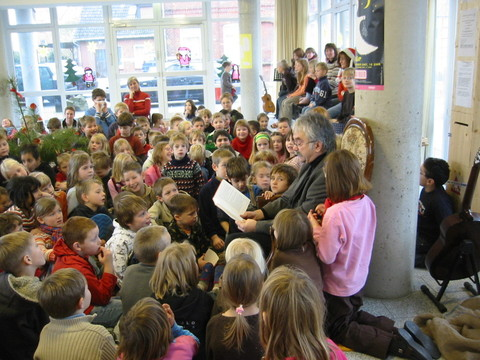
Jürgen Stahlbock bei einer Lesung in einer Grundschule

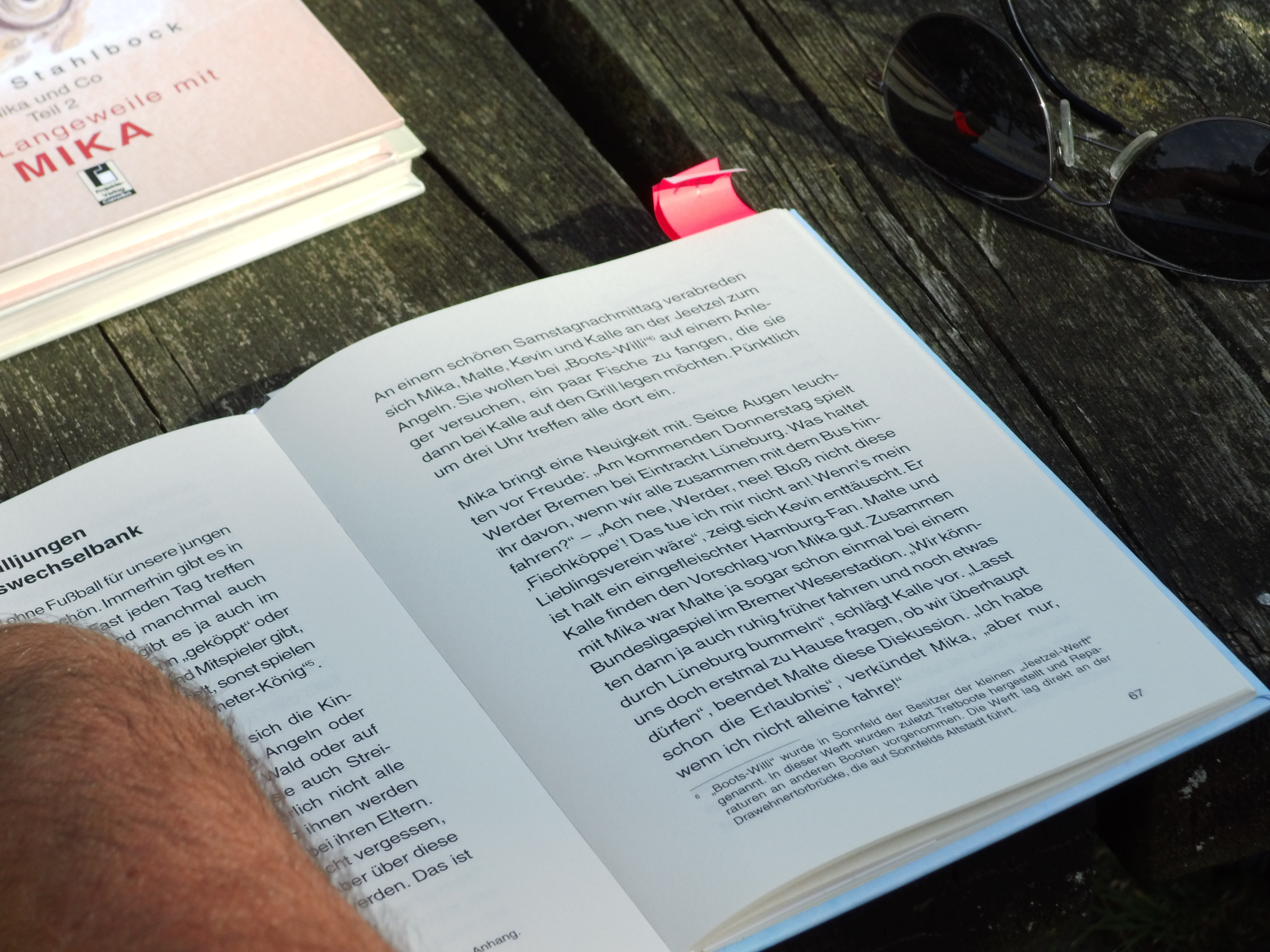
Vom Balljungen auf die Auswechselban (Mika und Co. Band 3: Mikas Tage haben es in sich)

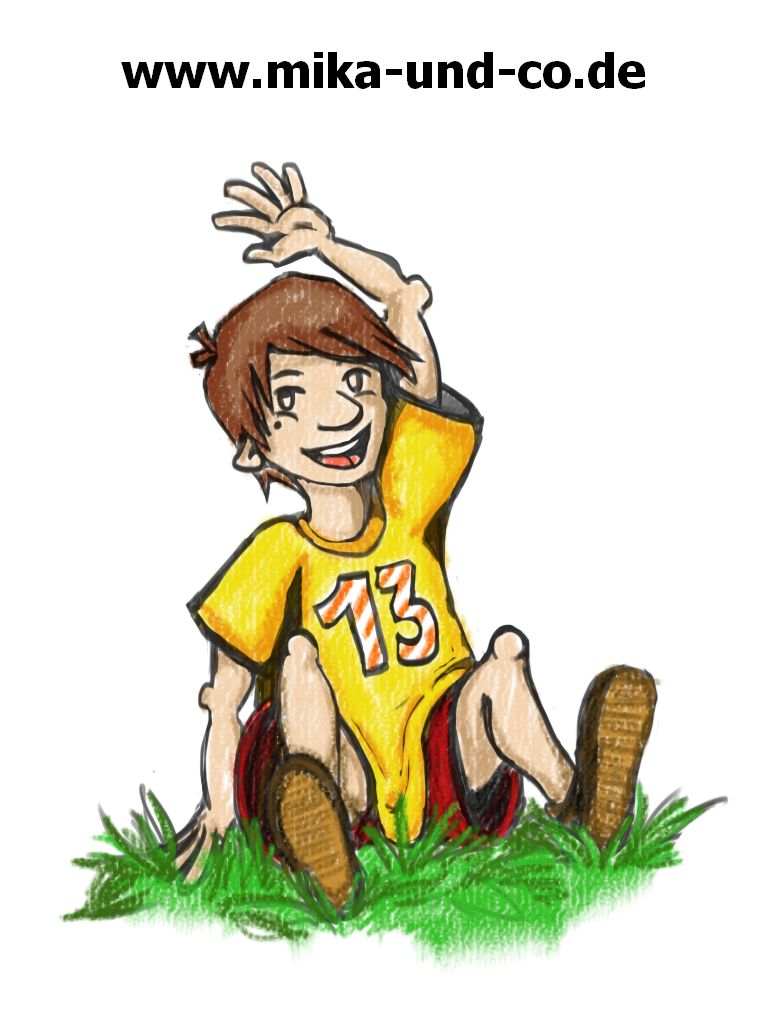
Hallo! Ich bin Mika! (Grafik: Felica Handelmann)

Jürgen Stahlbock (* 2. Mai 1951 in Hitzacker/Elbe, Landkreis Lüchow-Dannenberg) ist ein Pädagoge und deutscher Kinderbuchautor.

## Leben
Nach dem Abitur studierte Stahlbock in Hamburg und Lüneburg Pädagogik. Seit Ende 1974 arbeitete er im Schuldienst. Von 1990 bis 1996 war er stellvertretender Schulleiter, ab 1996 dann Rektor.
Seit 1976 ist Stahlbock verheiratet. Während seiner ersten Zeit als Lehrer engagierte er sich im Natur- und Umweltschutz. So gründete er 1981 in Ilsede den Verein "Umweltschutz Bedeutet Leben – Bürger Handeln e. V." (UBL), der sich verstärkt für die Reinhaltung der Ilseder Luft einsetze, die sehr stark durch eine Kokerei der Ilseder Hütte verschmutzt war. Stahlbock war lange Zeit ein Sprecher des "Arbeitskreises Luft" im "Landesverband Bürgerinitiativen Umweltschutz" (LBU), einer nach dem Bundesnaturschutzgesetz anerkannten Naturschutzorganisation. Später arbeitete er mit verschiedenen Kinder- und Jugendgruppen in der Bleckeder "ArbeitsGemeinschaft 'Natur & Umwelt' e. V." (AGNU).
Im Beruf war seine Arbeit sehr stark reformpädagogisch orientiert. Stahlbocks Motto: „Aufrichten statt unterrichten!“ Er setzte dabei auf die Selbsttätigkeit und Verantwortlichkeit seiner Schüler. Stahlbock arbeitete mit im reformpädagogischen Arbeitskreis „Blick über den Zaun“ und im „Netzwerk des Archivs der Zukunft“. Zudem war Stahlbock Kursleiter in der regionalen und landesweiten staatlichen Fortbildung. Er lieferte  Beiträge für die Zeitschriften „Grundschule“ und „Praxis Grundschule“. Er war Moderator für Werkstattunterricht und -arbeit und leitete entsprechende Fortbildungswochen(enden). Schulübergreifende Hospitationen lagen ihm am Herzen und 1994 entstand so auf seine Initiative hin der „Ring für eine innovative Grundschule e. V.“ (kurz: RinG) von Lehrern zunächst aus Niedersachsen, die sich zu internen Fortbildungswochenenden trafen. Aus dem RinG entwickelte sich eine Fortbildungsinitiative, die bundesweite Fort- und Weiterbildungsangebote machte. Das Land Niedersachsen erkannte diese Fortbildungsmaßnahmen an.
Nach seinem Ausscheiden aus dem Schuldienst gab Stahlbock den Vorsitz der RinG ab. Mittlerweile ist aus dem RinG das „barracuda-netzwerk“ geworden. In ihm arbeiten überwiegend Schulleiter, Dezernenten und auch Freiberufler aus dem pädagogischen Bereich.
Stahlbock hatte einen Lehrauftrag an der Universität Lüneburg (heute: Leuphana-Universität).
Während seiner Grundschultätigkeit begann Stahlbock in seinen Klassen nahezu täglich mit einem Morgenkreis. In diesem standen dann eigene Geschichten oder das Vorlesen aus Kinderbüchern im Mittelpunkt. Seine Schülerinnen und Schüler schrieben selbst 'von Anfang an' viele Geschichten, die zum Teil dann auch gedruckt und gebunden wurden. Aus diesem  Fundus und aus den Erlebnissen seiner eigenen Kindheit in Hitzacker/Elbe entstanden die „Alltagsgeschichten“, die Stahlbock in  vier Bänden im "Projekte-Verlag Cornelius" und zwei Bänden im Selbstverlag zur Veröffentlichung brachte. Sein Heimatstädtchen Hitzacker trägt in diesen Geschichten den Namen "Sonnfeld".
Seit Ende 2010 hält Stahlbock Lesungen vornehmlich in Grundschulen, Buchhandlungen aber auch im öffentlichen Raum. Solche erfolgten u. a. in Berlin, Bremen, Leipzig, Hamburg, Kiel, Peine, auch in Tirol und vielen kleineren Orten.
Stahlbock lebt mit seiner Ehefrau in Bleckede/Elbe; zusammen haben sie zwei erwachsene Kinder.

## Veröffentlichungen
- Mika und Co. – Band 1: Mit Mika kannst du was erleben, Projekte-Verlag Halle, September 2011
- Mika und Co. – Band 2: Keine Langeweile mit Mika, Projekte-Verlag Halle, September 2012
- Mika und Co. – Band 3: Mikas Tage haben es in sich, Projekte-Verlag Halle, Januar 2013
- Mika und Co. – Band 4: Ein Fall für Mika, Projekte-Verlag Halle, November 2013
- Mika und Co. – Band 5: Voll krass, ey! (Die Klassenfahrt), Selbstverlag Bleckede, Mai 2015
- Mika und Co. – Band 5: Voll krass, ey! (Die Klassenfahrt), E-Book, Ebozon-Verlag Traunreut, Mai 2015
- Mika und Co. – Sonderedition: Hallo, ich bin Mika!, Selbstverlag Bleckede, März 2015
- Mika und Co. – Sonderedition: Hallo, ich bin Mika!, E-Book, Ebozon-Verlag Traunreut, Juni 2015

Die Bände 1 bis 5 um "Mika und Co." sind im Leseförderprogramm antolin gelistet.